# 豊島区立駒込中学校

豊島区立駒込中学校（としまくりつこまごめちゅうがっこう）は、東京都豊島区駒込にある豊島区立の中学校。1952年（昭和27年）に豊島区立大塚中学校より生徒311名を新築校舎に分離収容。同年9月30日に開校した。
巣鴨北中学校と姉妹校

## 教育目標
広く社会や世界に目を向け、広い視野をもって行動できる人間性豊かな人間に成長することをめざして、3つの目標を定めている。
- よく考え、自主的に学習する生徒に育てる。
- 思いやりがあり、よく協力し、責任を果たす生徒に育てる。
- 心身共にたくましく生きる生徒に育てる。

## 沿革
- 1952年（昭和27年）9月9日 - 豊島区立駒込中学校設立許可
- 1952年（昭和27年）9月30日 - 開校（開校記念日）
- 1962年（昭和37年）7月17日 - 第5次増築校舎（鉄筋）
- 1979年（昭和54年）5月15日 - プール落成
- 1985年（昭和60年）2月28日 - 体育館改修
- 1988年（昭和63年）9月1日 - 校舎改修

## 部活動

### 運動部
- ソフトテニス部（平成20年度、男子ソフトテニス部・女子ソフトテニス部を統一）
- 男子バレーボール部
- 女子バレーボール部
- 男子バスケットボール部（平成20年度創設）
- 女子バスケットボール部（平成20年度創設）
- 陸上部

### 文化部
- 吹奏楽部
- 演劇部
- 英語部（平成19年度「英会話部」から改名）
- 琴部
- 茶道部
- 茶華道部(現在廃止中)

### 特別活動・その他
- 地域清掃等のボランティア活動や東京都立大塚ろう学校との交流を推進し、体験活動を充実する。
- 生徒の基礎的・基本的な学力を定着・向上させるため並びに生徒に読書習慣を育むために、毎日の1時間目授業開始前に15分間の「朝学習」、「朝読書」を行っている。この「朝学習」等では、主に、明治図書のプリントを利用し学習したり、読書週間を設定して、読書する活動をしている。
- 各学年とも、生徒に基礎的・基本的な学力を定着・向上を図るため、年間指導計画を立て、毎日の「朝学習」、駒中タイム、長期休業中などを利用して実践している。

## 主な行事
- 1学期
  - 入学式
  - 生徒総会（前期）　（5月ごろ実施）
  - 1年　清水公園遠足（カレー作り遠足）　（毎年5月ごろ実施）
  - 運動会　（毎年6月ごろ実施）
  - 3年保育実習　（毎年6、7月頃実施）
  - 2年　尾瀬移動教室　（毎年7月ごろ実施）
  - 3年　京都・奈良修学旅行　（毎年6月ごろ、又は2学期の9月、10月ごろ実施）
- 2学期
  - 生徒総会（後期）　（9月ごろ実施）
  - 1年東京巡り （10月ごろ実施）
  - 生徒発表会　（毎年11月ごろ実施）
- 3学期
  - 生徒作品展　（毎年1月ごろ実施）
  - 2年上級学校訪問　（毎年1月ごろ実施）
  - 1年　猪苗代スキー教室　（毎年2月ごろ実施）
  - 3年卒業遠足（毎年3月上旬ごろ実施）
  - 卒業式
  - 修了式

## 最寄駅
- 巣鴨駅
  - JR山手線
  - 都営地下鉄三田線
- 駒込駅
  - JR山手線
  - 東京メトロ南北線